# Numeración georgiana
La numeración georgiana es el sistema numeral utilizado en el idioma georgiano, lengua hablada al sur del Cáucaso. Los números georgianos del 30 al 99 se construyen utilizando un sistema de base 20, similar al esquema utilizado en euskera, y también al del francés entre el 80 y el 99.
Los símbolos de los números, es decir las cifras, en los textos modernos son números arábigos, usando la coma como separador decimal como la tradición europea y los números grandes se dividen en grupos de tres utilizando espacios o puntos.
No obstante el método georgiano tradicional para escribir los números era usar como cifras las letras del alfabeto georgiano (incluidas algunas obsoletas) a las que se les asigna un valor numérico.

## Números cardinales
Los números cardinales georgianos hasta diez son primitivos, al igual que las palabras para 20 y 100, y también "millon", etc. (La palabra 1000, sin embargo, no es primitiva) Otros números cardinales se forman a partir de estas primitivas mediante una mezcla de principios estructurales decimal (base-10) y vigesimal (base-20).
La siguiente tabla muestra las formas nominativas de los números primitivos. A excepción de rva (8) y tskhra (9), estas palabras son raíces de consonante-final y pueden perder la i final en ciertas situaciones.
| 0         | 1         | 2       | 3         | 4          | 5          | 6           | 7           | 8       | 9           | 10      | 20       | 100     | 10 6            | 10 9              |
| --------- | --------- | ------- | --------- | ---------- | ---------- | ----------- | ----------- | ------- | ----------- | ------- | -------- | ------- | --------------- | ----------------- |
| ნული nuli | ერთი erti | ორი ori | სამი sami | ოთხი otkhi | ხუთი khuti | ექვსი ekvsi | შვიდი švidi | რვა rva | ცხრა tskhra | ათი ati | ოცი otsi | ასი asi | მილიონი milioni | მილიარდი miliardi |

Los números del 11 al 19 se forman prefijando una t (una forma abreviada de ati, 10) a los números del 1 al 9, respectivamente y agregando met'i (= más). En algunos casos, la t prefijada se fusiona con la consonante inicial de la palabra raíz para formar una sola consonante ( t + s → ts; t + š → č; t + ts → ts ) o induce metátesis en la raíz ( t + rv → tvr ).
| 11                 | 12               | 13               | 14                  | 15                  | dieciséis            | 17                  | 18                  | 19                    |
| ------------------ | ---------------- | ---------------- | ------------------- | ------------------- | -------------------- | ------------------- | ------------------- | --------------------- |
| თერთმეტი tertmet'i | თორმეტი tormet'i | ცამეტი ts amet'i | თოთხმეტი totkhmet'i | თხუთმეტი tkhutmet'i | თექვსმეტი tekvsmet'i | ჩვიდმეტი č vidmet'i | თვრამეტი tvr amet'i | ცხრამეტი ts khramet'i |

Los números entre 20 y 99 usan un sistema vigesimal, o sea, de base 20, comparable al 60-99 en francés. 40, 60 y 80 se forman usando 2, 3 y 4 (respectivamente), vinculados a la palabra 20 por m (un vestigial multiplicativo):
| 20       | 40             | 60             | 80                |
| -------- | -------------- | -------------- | ----------------- |
| ოცი otsi | ორმოცი ormotsi | სამოცი samotsi | ოთხმოცი otkhmotsi |

Cualquier otro número entre 21 y 99 se forma utilizando 20, 40, 60 u 80, eliminando la i final , luego sumando da (= y) seguido del número apropiado del 1 al 19; por ejemplo:
| 21                          | 30                         | 38                                    | 47                                      | 99                                                   |
| --------------------------- | -------------------------- | ------------------------------------- | --------------------------------------- | ---------------------------------------------------- |
| ოცდაერთი otsdaerti (20 + 1) | ოცდაათი otsdaati (20 + 10) | ოცდათვრამეტი otsdatvramet'i (20 + 18) | ორმოცდაშვიდი ormotsdašvidi (2 x 20 + 7) | ოთხმოცდაცხრამეტი otkhmotsdatskhramet'i (4 x 20 + 19) |

Las centenas se forman uniendo 2, 3,. . ., 10 directamente a la palabra para 100 (sin el multiplicativo m usado para 40, 60 y 80). 1000 se expresa como atasi (10 x 100), y los múltiplos de 1000 se expresan usando atasi; por ejemplo, 2000 es ori atasi (2 x 10 x 100).
| 100     | 200         | 300           | 400            | 500            | 600             | 700             | 800           | 900               | 1000        | 2000                | 10000               |
| ------- | ----------- | ------------- | -------------- | -------------- | --------------- | --------------- | ------------- | ----------------- | ----------- | ------------------- | ------------------- |
| ასი asi | ორასი Orasi | სამასი samasi | ოთხასი otkhasi | ხუთასი khutasi | ექვსასი ekvsasi | შვიდასი švidasi | რვაასი rvaasi | ცხრაასი tskhraasi | ათასი atasi | ორი ათასი ori atasi | ათი ათასი ati atasi |

La i final se elimina cuando se suma un número menor a un múltiplo de 100:
| 250                              | 310                 | 415                              | 2010                      |
| -------------------------------- | ------------------- | -------------------------------- | ------------------------- |
| ორას ორმოცდაათი oras ormotsdaati | სამას ათი samas ati | ოთხას თხუთმეტი otkhas tkhutmet'i | ორი ათას ათი ori atas ati |

## Números ordinales
Los ordinales se forman agregando el circunfijo me- -e al número, con -e reemplazando la vocal final. "Primero" se dice con la forma irregular p'irveli.
| Valor | Cardenal           | Ordinal                |
| ----- | ------------------ | ---------------------- |
| 1     | ერთი erti          | პირველი p'irveli       |
| 2     | ორი o yo           | მეორე más              |
| 3     | სამი sami          | მესამე mesame          |
| 4     | ოთხი otkhi         | მეოთხე meotkhe         |
| 5     | ხუთი khuti         | მეხუთე mekhute         |
| 6     | ექვსი ekvsi        | მეექვსე meekvse        |
| 7     | შვიდი švidi        | მეშვიდე mešvide        |
| 8     | რვა rva            | მერვე merve            |
| 9     | ცხრა tskhra        | მეცხრე metskhre        |
| 10    | ათი ati            | მეათე meate            |
| 11    | თერთმეტი tertmet'i | მეთერთმეტე metertmet'e |
| 12    | თორმეტი tormet'i   | მეთორმეტე metormet'e   |
| 13    | ცამეტი tsamet'i    | მეცამეტე metsamet'e    |
| 20    | ოცი otsi           | მეოცე meotse           |

Para números más altos, el circunfijo solo encierra el último elemento del número. Si este elemento final es erti "uno", se convierte en meerte, las formas con p'irveli están atestiguadas pero son menos comunes. Si el número incluye un múltiplo de 20 unido a uno menor menor por da "y", me- se coloca después del da.
| Valor | Cardenal                                                | Ordinal                                                     |
| ----- | ------------------------------------------------------- | ----------------------------------------------------------- |
| 21    | ოცდაერთი otsdaerti                                      | ოცდამეერთე otsdameerte o ოცდაპირველი otsdap'irveli          |
| 50    | ორმოცდაათი ormotsdaati                                  | ორმოცდამეათე ormotsdameate                                  |
| 83    | ოთხოცდასამი otkhotsdasami                               | ოთხოცდამესამე otkhotsdamesame                               |
| 10345 | ათი ათას სამას ორმოცდახუთი ati atas samas ormotsdakhuti | ათი ათას სამას ორმოცდამეხუთე ati atas samas ormotsdamekhute |

Si un número comprende un múltiplo de 100 o más seguido de un número por debajo de 100 que no contiene un da, el ordinal se forma con me- entre los dos.
| Valor | Cardenal          | Ordinal                                          |
| ----- | ----------------- | ------------------------------------------------ |
| 101   | ას ერთი como erti | ას მეერთე como meerte o ას პირველი como p'irveli |
| 208   | ორას რვა oras rva | ორას მერვე oras merve                            |

## Sistema antiguo: valores numéricos de letras

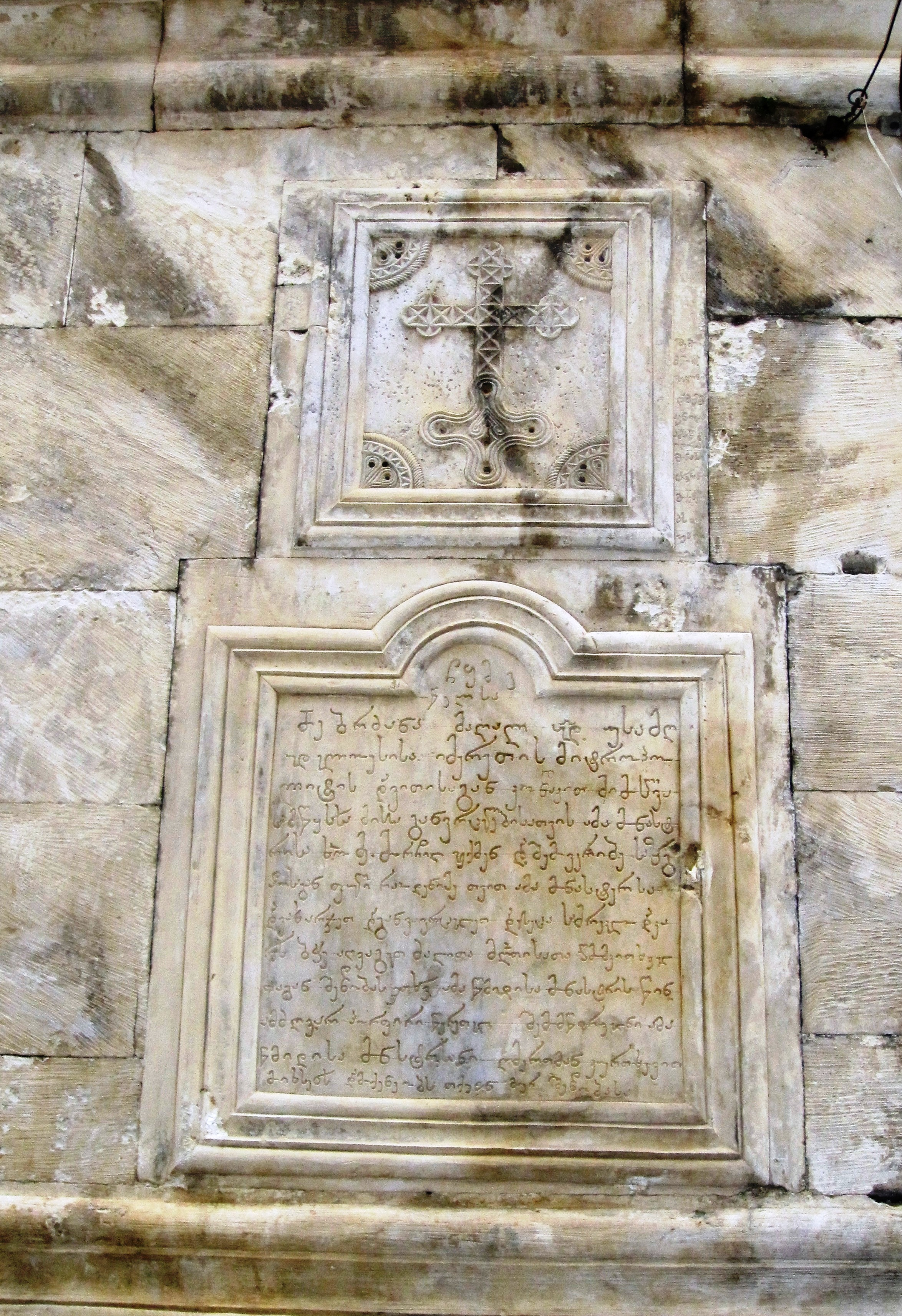
Inscripción en el monasterio de Motsameta que data la ampliación del convento a ჩყმვ (1846).

El sistema de numeración antiguo (en georgiano: ქართული ანბანის სათვალავი) es un sistema de representación de números utilizando letras del alfabeto georgiano. Los valores numéricos en este sistema se obtienen mediante la simple suma de los números de los componentes, que se escriben de mayor a menor de izquierda a derecha (por ejemplo, ჩღჲთ = 1769, ჩყპზ = 1887, ციბ = 2012).
| Letra | Valor |
| ----- | ----- |
| ა     | 1     |
| ბ     | 2     |
| გ     | 3     |
| დ     | 4     |
| ე     | 5     |
| ვ     | 6     |
| ზ     | 7     |
| ჱ     | 8     |
| თ     | 9     |
| ი     | 10    |
| კ     | 20    |
| ლ     | 30    |
| მ     | 40    |
| ნ     | 50    |
| ჲ     | 60    |
| ო     | 70    |
| პ     | 80    |
| ჟ     | 90    |
| რ     | 100   |
| ს     | 200   |
| ტ     | 300   |
| ჳ     | 400 * |
| უ     | 400 * |
| ფ     | 500   |
| ქ     | 600   |
| ღ     | 700   |
| ყ     | 800   |
| შ     | 900   |
| ჩ     | 1000  |
| ც     | 2000  |
| ძ     | 3000  |
| წ     | 4000  |
| ჭ     | 5000  |
| ხ     | 6000  |
| ჴ     | 7000  |
| ჯ     | 8000  |
| ჰ     | 9000  |
| ჵ     | 10000 |

* Ambas letras ჳ y უ son iguales a 400 en valor numérico.
| ჶ |
| ჷ |
| ჸ |
| ჹ |
| ჺ |
| ჼ |
| ჻ |

Estas letras no tienen valor numérico.